# Dvokrilci
Dvokrilci (znanstveno ime Diptera, grško  - di- (predpona) - dva + pteron - krilo) so dobro znan in razširjen red žuželk z okoli 120.000 opisanimi vrstami, njihovo število pa ocenjujejo na okoli 240.000. Ime so dobili po tem, da je en od dveh parov kril zakrnel, in tvori značilne utripače. Po tej lastnosti jih najlaže ločimo od drugih žuželk. So med najpomembnejšimi žuželkami za človeka, med njimi najdemo tako zajedavce, prenašalce bolezni in škodljivce, kot opraševalce in mrhovinarje.

## Telesne značilnosti
Dvokrilci so po morfologiji raznolik red, katerih predstavnike združuje v glavnem spremenjenost zadnjega para kril v utripače in obustne okončine, izoblikovane v sesalo ali lizalo. Mnogo dvokrilcev spominja na čebele in ose, vendar je podobnost posledica mimikrije in dvokrilci spominjajo nanje samo po barvi, ne pa po številu kril in obliki tipalnic. Nekatere manjše enodnevnice imajo včasih samo po en par kril, vendar nikoli nimajo utripač.
Nekatere vrste, predvsem zajedavske, so popolnoma brez kril, lahko pa imajo reducirane tudi obustne okončine. Tudi vse ostale spodaj opisane značilnosti reda veljajo le za večino predstavnikov, saj so izjeme pogoste in vrsta, ki bi jo označili kot »tipično«, ne obstaja.

### Glava
Glava dvokrilcev je razmeroma velika, dobršen delež zasedajo sestavljene oči. Pri samcih so navadno večja kot pri samicah, včasih se stikajo na vrhu glave, čemur pravimo holoptično stanje. Med njima so tri očesca, ki se pri mnogo družinah nahajajo na dobro opazni trikotni plošči. Bolj razvite družine imajo na sprednjem delu glave nad tipalnicami vdolbino v obliki obrnjene črke U, ki sodeluje pri prebijanju iz ovojnice bube. Ta struktura je pomemben znak pri določanju muh. Tipalnice primitivnejših družin so dolge, sestavljene iz jasno ločenih členov. Te družine združujemo v podred Nematocera. Predstavniki ostalih družin imajo kratke tipalnice, sestavljene iz dveh ali treh členov, ki so nastali z zlivanjem. Tudi tipalnice so pomemben taksonomski znak. Obustne okončine dvokrilcev so zelo raznolike, vse pa tvorijo sesalo - kanal, skozi katerega srkajo tekočine. Združuje jih tudi groba zgradba; ustnica (labrum) tvori streho kanala, hipofarinks tvori njegovo dno in nosi slinovod, ustna (labium) pa je pomožna struktura. Krvosesi dvokrilci imajo tudi ostre maksile in mandibule, razen nekaterih, kjer ima namesto njih vlogo prebadanja ostra ustnica, ki tvori bodalo (proboscis). Na konici ustnice sta dve obli (labellum), ki sta pri krvosesih majhni, pri ostalih pa tvorita nekakšno gobo za pobiranje tekočin.

### Oprsje
Največji del oprsja je medprsje (mezotoraks), ki nosi prvi par kril. Ostala dva člena sta pomanjšana, široka le toliko, da nosita noge. Skoraj vsi dvokrilci imajo krila, njihova ožiljenost se razlikuje od družine do družine in je ponekod pomemben taksonomski znak. Na zadnjem robu kril pri bazi so po navadi bolj ali manj vidne tri polkrožne membranske strukture. Največja je zunanja (alula), srednja je manjša, notranja pa je večinoma neopazna, razen pri domači muhi in nekaterih drugih, kjer povsem prekriva utripače. Med mirovanjem držijo krila vodoravno. Utripače (haltere) izraščajo iz zadnjega dela oprsja (metatoraksa). To je močno specializiran zadnji par kril v obliki bucikine glave, ki med letom vibrirajo hkrati s krili. Delujejo kot žiroskopski stabilizator in v kombinaciji s čutilnimi dlakami kot detektor sprememb smeri leta. Vseh šest nog je približno enake oblike. Na stopalcih sta dva kremplja in dve ploščati stukturi s centralno dlačico, ki omogočajo hojo po različnih površinah.

### Zadek
Velikost in oblika zadka se zelo razlikujeta med družinami dvokrilcev. Groba oblika je uporabna za hitro ločevanje višjih taksonomskih kategorij, detajlna anatomija pa le pri določanju nekaterih vrst.

### Ličinka in buba
Raznolikost ličink dvokrilcev je največja med žuželkami. Vse so brez nog, čeprav imajo nekatere mesnate štrclje, podobne panožicam gosenic. Premikajo se z zvijanjem in gibanjem »nog« ter raznih ščetin, če jih imajo. Glavina kapsula in čeljusti so prisotne pri podredu Brachycera, večinoma pa je opazna tendenca k redukciji glave. Ličinke domače muhe tako nimajo opaznih zunanjih struktur. Ličinke podreda Nematocera se levijo štirikrat, ličinke podreda Brachycera pa tri- do osemkrat. Ko se zabubijo, izločijo trdno lupino, znotraj katere se lahko razmeroma prosto premikajo. Na ta način se lahko buba postavi v primeren položaj za izleganje. Večina ima na glavi kožnato vrečko (ptilinium), ki jo napihnejo kot balon in s tem prodrejo skozi ovoj. Ko opravi svojo nalogo, se vrečka izprazni in čeznjo se v obliki obrnjene črke U zaraste kutikula.

## Življenje
Kot je raznolika zgradba dvokrilcev, je raznolik tudi njihov ontogenetski razvoj. So žuželke s popolno preobrazbo. V osnovi gre razvoj od jajčeca prek larve in bube do odrasle živali. Samice odlagajo jajčeca v skladu s potrebami larve. Vinske mušice jih s pomočjo ovipozitorja odložijo v rastlinsko tkivo, zajedavske vrste v bližino ali na kožo gostitelja, vrste z vodnimi larvami v bližino ali na površino vodnega telesa ipd. Po nekaj dneh ali tednih se izležejo larve. Te pogosto živijo v drugačnem okolju in se prehranjuje z drugačno hrano kot odrasla žival. Stadij ličinke lahko traja od nekaj tednov do dve leti.
Večinoma imajo zelo dobro razvita čutila, največkrat oči, zaradi česar se močno zanašajo na vid. Med njimi pa so tudi organizmi z zelo dobro razvitim vohom (npr. komarji) ali sluhom (nekatere zajedavske muhe). Živijo večinoma po nekaj tednov ali več.

## Ekologija
Dvokrilci so ena izmed najbolj razširjenih in raznolikih skupin žuželk, ki zapolnjujejo zelo raznolike ekološke vloge. Med njimi najdemo živali na vseh trofičnih nivojih, ki izkoriščajo vse možne vire hrane. Poznamo rastlinojedce (npr. vinske mušice), zunanje zajedavce (obadi, komarji, muhe kožuharice idr.), oportunistične mrhovinarje (npr. domača muha), plenilce itd.
Živijo skoraj v vseh kopenskih in sladkovodnih habitatih na Zemlji, razen Antarktike. Ličinke so vezane na vodne ali vsaj vlažne habitate. Habitati nekaterih ličink mejijo na ekstremne, npr. robovi toplih vrelcev, kjer dosega temperatura 45oC, ali gnezda socialnih žuželk.

### Pomen za človeka
Zaradi svoje razširjenosti in številčnosti so za človeka med najpomembnejšimi skupinami žuželk, tako v pozitivnem kot v negativnem smislu. Pomembni za človeka so komarji (družina Culicidae), ki zajedajo na ljudeh in prenašajo nalezljive bolezni, kot so malarija, rumena mrzlica in podobne. Vinske mušice in podobne skupine so pomembni škodljivci na kulturnih rastlinah. Po drugi strani pa nekatere muhe sodelujejo pri opraševanju rastlin, druge pa opravljajo vlogo razkrojevalcev v ekosistemu.
Ličinke dvokrilcev so uporabne kot vaba za muharjenje in za prehrano domačih ljubljenčkov, zato jih gojijo komercialno. Manj znana je uporaba za čiščenje nekrotičnih ran, pri forenziki za ugotavljanje podrobnosti o umrlih in celo za pridobivanje posebne vrste sira, casu marzu.

## Evolucija
Dvokrilci so evolucijsko zelo stara skupina žuželk. Predniki najpreprostejših dvokrilcev (Protodiptera), ki so bili podobni današnjim košeninarjem, izvirajo iz zgornjega perma, današnjo obliko pa so dobili v karbonu. Razvili naj bi se iz prednikov kljunavcev ali njim zelo sorodnih žuželk. Svoj vrh so doživeli v terciarju, ocenjujejo da so takrat predstavljali 27% vrst žuželk, medtem ko jih je danes okoli 10%.

## Sistematika
Tradicionalno dvokrilce delimo na dva podredova, Nematocera (komarji in »mušice«) in Brachycera (prave muhe kratkorožke), vendar naj bi se po najnovejših podatkih slednji razvil iz prvega, zato je ta parafiletski in kot tak neustrezen. Kljub temu je tradicionalna delitev še vedno v splošni uporabi.
1. podred Nematocera (komarji in »mušice«) - 77 družin, od tega 35 izumrlih. Imajo dolge tipalnice, predprsje (protoraks) je jasno ločeno od medprsja (mezotoraks). Ličinke z dobro vidno glavino kapsulo, pogosto vodne.
2. podred Brachycera (prave muhe kratkorožke) - 141 družin, od tega 8 izumrlih. Kratke tipalnice, v splošnem robustnejša zgradba telesa. Ličinke z reduciranimi obustnimi okončinami. Buba se razvija znotraj ovoja, ki ga tvori odvržena koža ličinke.